# François-Marie Agier
Pour les articles homonymes, voir Agier.
François-Marie Agier est un homme politique français né à Saint-Maixent le 8 juillet 1780 et mort à Paris le 16 mars 1848.

## Biographie
Issu d'une famille de magistrats des environs de Niort, fils de Charles-Guy-François Agier (1753-1828), qui fut membre de l'Assemblée constituante de 1789, François-Marie Agier fit de brillantes études et, désigné comme sujet d'élite par son département, vint à Paris suivre les cours de jurisprudence et d'économie politique de l'Académie de législation.
Alors qu'il n'était encore qu'élève de cette Académie, il apprit qu'à l'occasion du procès du général Moreau, l'un des coaccusés, Troche, n'avait pas de défenseur, se proposa et obtint l'acquittement de son client.
En 1808, présenté simultanément comme candidat à une place de conseiller auditeur aux cours impériales de Poitiers et de Paris, il fut nommé à la seconde. Deux ans après, il y remplissait les fonctions de substitut du procureur général.
Au retour des Bourbons en 1814, Agier se mit en tête des manifestations royalistes. Le 1er avril 1814, on le vit, suivi d'une troupe de jeunes gens, parcourir les rues de Paris avec des drapeaux blancs. Arrivé sur la place Louis XV (aujourd'hui place de la Concorde), il arrêta la colonne et s'écria : « À genoux, Messieurs, sur cette place où Louis XVI fut rendu à la vie immortelle ! À genoux devant Dieu, qui seul a pu produire le miracle de notre délivrance ! » Nommé capitaine d'une compagnie de volontaires royaux, il continua de déployer son zèle légitimiste.
Aux Cent-Jours, il refusa d'adhérer à l'Acte additionnel aux constitutions de l'Empire et refusa de s'associer à l'adresse que la cour de Paris voulut envoyer à Napoléon Ier après le 20 mars, mais il fut protégé de la révocation par son inamovibilité.
En 1816, Agier compta parmi les plus ardents des ultra-royalistes. Président de la société secrète des « Francs régénérés », que le garde des sceaux dut dissoudre, il collabora activement à la rédaction du Conservateur. Destitué à cause de l'exaltation de ses opinions par le ministère modéré du duc Decazes, il quitta pour quelque temps la cour de Paris mais ne tarda pas à rentrer sur une demande en réintégration adressée par ce corps au ministère de la Justice (1822).
Nommé président du collège électoral de Parthenay en 1824, Agier fut élu le 25 février, comme candidat du gouvernement, député du 1er arrondissement électoral des Deux-Sèvres (Parthenay). Il prit alors place au centre droit. Après la mort de Louis XVIII, survenue la même année, il participa activement aux démonstrations du parti royaliste en l'honneur de la mémoire du roi défunt. En même temps, de concert avec le marquis de Roussy, préfet des Deux-Sèvres, il provoqua une souscription pour élever un monument aux vaincus de Quiberon. Néanmoins, un peu plus tard, des missionnaires ayant organisé à Niort un grand jubilé, où figurèrent 8 000 personnes et qui produisit dans tout le pays une vive agitation, Agier se fit à la Chambre l'écho de certaines inquiétudes et attaqua nettement la Congrégation. De 1824 à 1827, il commanda comme colonel la 12e légion de la garde nationale parisienne.
En 1827, au moment de la présentation par le comte de Villèle de la « loi de justice et d'amour », qui entravait considérablement la liberté de la presse, Agier parla le premier contre la loi dans la séance du 13 février : « La France, retrouvant ses princes légitimes, retrouva la voix et ses libertés ; voilà pourquoi elle salua la Restauration avec transport ! Quel homme de bonne foi, quel sujet fidèle ne serait pas ému d'une profonde douleur, en comparant ces ravissants souvenirs avec la route dans laquelle on s'est si imprudemment engagé. On veut conduire les choses comme on eût pu le faire il y a quatre siècles, et on ne voit pas que tout est changé sur la surface du globe. » Il concluait : « Quant à moi, le projet de loi me paraissant contraire à la Charte, au droit commun, à la plus précieuse de nos libertés, à la sûreté de la monarchie et aux intérêts de la propriété et de l'industrie, je vote son rejet. »
Avec ce discours, Agier rompit définitivement avec les ultras. Réélu de justesse aux élections générales du 17 novembre 1827, il ne dut son succès qu'à l'appui de la société libérale « Aide toi, le ciel t'aidera ».
Vice-président de la Chambre des députés en 1828 sous le ministère Martignac, Agier groupa autour de lui une trentaine de ses collègues et, avec ce groupe, disposa de la majorité. Lors de la discussion de l'adresse en réponse au discours de la Couronne, c'est à l'initiative du « parti Agier », que les ultras appelaient le « parti de la défection », que fut due l'adoption de cette phrase : « Les plaintes de la France ont repoussé le système déplorable qui a rendu illusoire les promesses de Votre Majesté. »
Le 8 août 1829, après la nomination du prince de Polignac à la tête du ministère, Agier, qui avait été nommé conseiller d'État l'année précédente, s'empressa de donner sa démission. Les élections du 23 juin, qui suivirent la dissolution du 16 mai 1830, lui conférèrent un nouveau mandat de député pour l'arrondissement de Bressuire et il reprit place au centre droit et, dans la discussion de l'adresse au roi, le 15 juillet 1830, prononça un discours extrêmement hostile au cabinet.
Agier vota l'adresse des 221 et, le 31 juillet, se trouva parmi les 91 députés présents à Paris qui appelèrent le duc d'Orléans comme lieutenant général du royaume (V. l'article Trois Glorieuses).
Il ne fut pas réélu à la Chambre en 1831 mais y rendra avec les élections du 21 juin 1834. Il se présenta ensuite sans succès aux élections du 4 novembre 1837 et du 2 mars 1839.

## Décoration
- : Chevalier de la Légion d'honneur en 1816.